# Hrpelje-Kozina
Hrpelje - Kozina (Erpelle-Cosina en italien) est une commune de l'ouest de la Slovénie située dans la région du Littoral slovène.

## Géographie
Située à l’ouest de la Slovénie dans la région du Littoral slovène, la commune fait frontière avec l’Italie. Elle est en effet adjacente à la commune italienne de San Dorligo della Valle proche de la ville de Trieste. Dans la commune s’écoule la rivière Glinščica (Rosandra en italien) qui s’écoule en direction de la ville de Trieste.

### Villages
Les villages qui composent la commune sont Artviže, Bač pri Materiji, Beka, Brezovica, Brezovo Brdo, Golac, Gradišče pri Materiji, Gradišica, Hotična, Hrpelje, Javorje, Klanec pri Kozini, Kovčice, Kozina, Krvavi Potok, Markovščina, Materija, Mihele, Mrše, Nasirec, Obrov, Ocizla, Odolina, Orehek pri Materiji, Petrinje, Poljane pri Podgradu, Povžane, Prešnica, Ritomeče, Rodik, Rožice, Skadanščina, Slivje, Slope, Tatre, Tublje pri Hrpeljah, Velike Loče et Vrhpolje.

## Démographie
Entre 1999 et 2013, la population de la commune de Hrpelje - Kozina est restée stable avec une population légèrement supérieure à 4 000 habitants. Elle a ensuite augmenté jusqu'à près de 5 000 habitants sur la période 2014 - 2021.
Évolution démographique
| 1999  | 2000  | 2001  | 2002  | 2003  | 2004  | 2005  | 2006  | 2007  |
| ----- | ----- | ----- | ----- | ----- | ----- | ----- | ----- | ----- |
| 4 144 | 4 120 | 4 138 | 4 165 | 4 172 | 4 095 | 4 093 | 4 081 | 4 121 |
| 2008  | 2009  | 2010  | 2011  | 2012  | 2013  | 2014  | 2015  | 2016  |
| 4 187 | 4 126 | 4 197 | 4 194 | 4 253 | 4 303 | 4 260 | 4 325 | 4 366 |
| 2017  | 2018  | 2019  | 2020  | 2021  |       |       |       |       |
| 4 371 | 4 402 | 4 467 | 4 604 | 4 851 |       |       |       |       |